# 濁硬腭搭嘴音
浊硬腭搭嘴音是一种在南非语言中发现的搭嘴音。国际音标中表记此音的符号是⟨ǂ̬⟩或⟨ᶢǂ⟩。(字母变体包括⟨ɡǂ⟩和⟨ǂɡ⟩。)

## 特征
浊硬腭搭嘴音的特征包括：
- 氣流機制是舌吸氣音。藉由舌頭將被困在一個關閉區間的空氣抽出而發聲，而非使氣流從聲門或肺/橫膈膜流出。利用這種機制所發出的音稱作搭嘴音。其濁音及鼻音也同時具有肺部氣流音的性質。

- 調音部位是硬腭，即其以將舌頭中間或背部升至硬腭來發音。
- 發聲類型是濁音，意味着發音時聲帶顫動。

- 本輔音是口腔輔音（口音），表示調音時空氣只從口裡流出。
- 本輔音為中央輔音，調音時氣流在口腔的中央流過舌面，而不從兩側流過。

## 见于
浊硬腭搭嘴音只在几种南非科伊桑语系语言和相邻的耶依语中发现。
| 语言   | 词汇 | 国际音标                 | 意义   |
| ------ | ---- | ------------------------ | ------ |
| 纳柔语 | ()   | [ᶢǂòː ǂχáí] = [ǂ̬òː ǂχáí] | 炬     |
| 耶依语 |      | [uᶢǂo̯aɾa] = [uǂ̬o̯aɾa]     | 变色龙 |